# Preuswald
Preuswald är en skog i Belgien, på gränsen till Tyskland. Den ligger i den östra delen av landet, 120 km öster om huvudstaden Bryssel.
Omgivningarna runt Preuswald är en mosaik av jordbruksmark och naturlig växtlighet. Runt Preuswald är det ganska tätbefolkat, med 179 invånare per kvadratkilometer.